# Kuiterichthys furcipilis
Kuiterichthys furcipilis är en fiskart som först beskrevs av Cuvier, 1817.  Kuiterichthys furcipilis ingår i släktet Kuiterichthys och familjen Antennariidae. Inga underarter finns listade i Catalogue of Life.